# Frontón de la Tía Chula

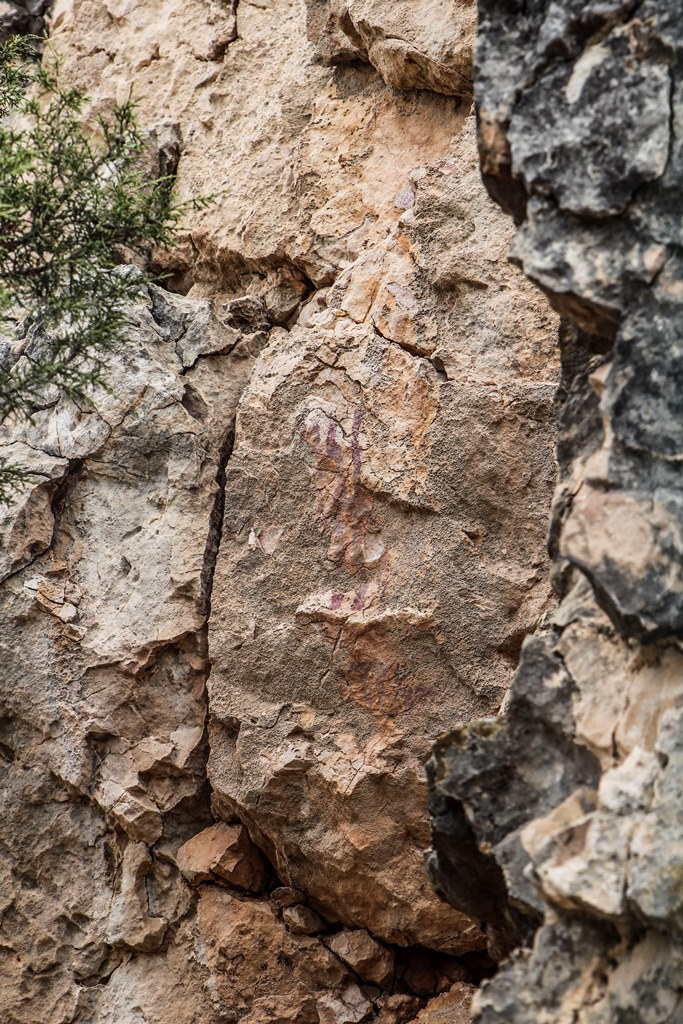
Las pinturas

El frontón de la Tía Chula es un templo solar con pinturas rupestres ubicado en Oliete (Provincia de Teruel, España). Las pinturas son un Bien de Interés Cultural (código RI-51-0009502) y forman parte del conjunto de arte rupestre del arco mediterráneo en la península ibérica, declarado Patrimonio de la Humanidad (patrimonio cultural material) por la Unesco en el año 1998 (código 874-643).

## Pinturas rupestres
Las pinturas esquemáticas cubren un espacio liso de aproximadamente 40 cm de altura y entre 20 cm y 10 cm de anchura.
Consisten en cuatro trazos verticales y gruesos, de color rojo, que miden unos 25 cm de largo, cruzados por un quinto trazo horizontal a mitad de altura, lo que da la apariencia de ocho trazos verticales.
Debajo de este grupo, hay un signo de tres cortos trazos verticales, cerrados en la parte superior por otro signo horizontal pectiniforme. A la derecha, se distingue una figura humana cornuda asociada con dos manchas circulares.
Se cree que datan del Eneolítico a la Edad del Bronce (2500-1600 a. C.).

## Santuario solar
En un peñasco próximo a estas pinturas, hay dos oquedades rocosas antrópicas, de 1,5 m de alto y 40 cm de ancho a modo de hornacinas, cuadrangulares y paralelas.
Una de ellas se encuentra inconclusa o colapsada por desprendimientos. Por la otra, pasan los rayos del Sol y se proyectan en la ladera al amanecer de los equinoccios de primavera y otoño y a la puesta del sol del solsticio de verano. El fenómeno se conoce como "la puerta del Sol" y está plasmado en las propias pinturas del frontón.

## Hallazgo
Las pinturas fueron descubiertas por José Royo Lasarte el 9 de octubre de 1994, procediendo más tarde a su verificación con su profesor Antonio Beltrán. La asociación de estas pinturas con el monumento astro arqueológico en la pared rocosa cercana y su asociación con el equinoccio fueron descubiertos por Miguel Giribets en 2.008.

## Interpretación
La interpretación de Antonio Beltrán y José Royo es que las pinturas están relacionadas con el culto al sol, el inicio de la agricultura, y los ciclos de vida y muerte.
La interpretación de Miguel Giribets asocia las pinturas a un ritual chamánico que coincide con el equinoccio cuando se practicaban ritos de luz de caractar espiritual y mágico.
Uniendo las pinturas y el fenómeno del equinoccio se deduce que las cuatro rayas verticales de las pinturas representan los rayos solares por "la puerta del Sol".